# Młynarstwo

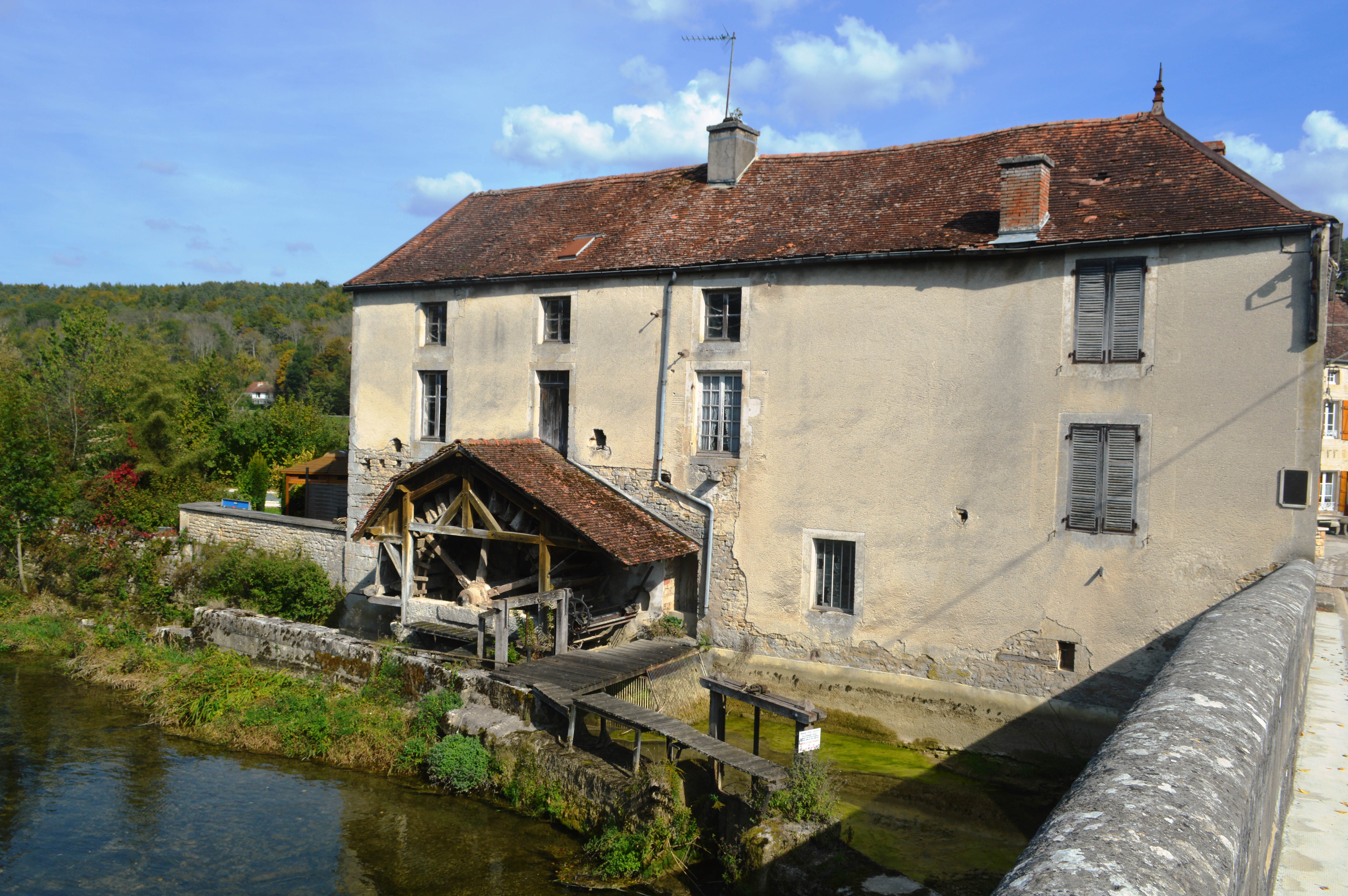
Młyn wodny w Aisey-sur-Seine, Francja

Młynarstwo – przerób ziarna zbóż na mąkę, kaszę, makarony i inne produkty spożywcze metodami prymitywnymi oraz przemysłowymi w zakładach młynarskich (młyny zbożowe, kaszarnie). 
Rozcieranie ziarna na płaskich łupanych kamieniach praktykowali ludzie neolitu. Następnie wynaleziono żarna. Na rozwój młynarstwa wpłynęło zastosowanie siły wiatru i wody do poruszania kamieni młyńskich; młyny wodne stosowano już w starożytnym Rzymie (około 120 p.n.e.), w Polsce pojawiły się pod koniec XII wieku n.e. Nieco później w Europie rozpowszechniły się wiatraki. Wprowadzenie maszyn parowych znajdujących zastosowanie w młynarstwie przyczyniło się do rozwoju przemysłu młynarskiego. Współcześnie maszyny parowe wyparte zostały przez napęd elektryczny. 
Czasopismem naukowo-technicznym zajmującym się młynarstwem jest „Przegląd Zbożowo-Młynarski”.